# 日本外科学会
一般社団法人日本外科学会（にほんげかがっかい、英語: Japan Surgical Society）は、外科学に関する会員相互ならびに内外の関連学術団体との研究連絡、知識の交換、提携の場となることを通して外科学の進歩普及に貢献するための事業を行い、学術文化の発展と外科医療の向上に資することで国民の健康と福祉に寄与することを目的とする学術団体。

## 沿革
- 1899年（明治32年）- 「日本外科学会」の創立
- 1966年（昭和41年）- 社団法人の認可

## 事業内容
- 会員の研究発表会、学術講演会等の開催
- 機関誌、論文図書等の刊行
- 内外の関係学術団体との連絡及び提携
- 外科学に関する研究及び調査
- 外科専門医の育成と専門制度の運用
- 優秀な業績の表彰
- 生涯学習活動の推進
- 外科診療に関する情報や指針の提供
- 国民に対する外科医療の情報提供と啓発
- 医療政策に関する建議
- その他目的を達成するために必要な事業

## 学会誌
- 『日本外科学会雑誌』 和文誌
- 『Surgery Today』 英文誌

## 会員数
- 39,742名[2]